# Johann Georg Rosenhain
Johann Georg Rosenhain, född 10 juni 1816 i Königsberg (nuvarande Kaliningrad), död 14 mars 1887 i Berlin, var en tysk matematiker.
Rosenhain blev privatdocent i Breslau 1844 och e.o. professor i matematik i Königsberg 1857. Han är företrädesvis känd genom upptäckten av de fyrfaldigt periodiska funktionerna av två variabler, vilka uppkommer genom inversion av de hyperelliptiska integralerna av första slaget. För denna upptäckt, vilken ungefär samtidigt gjordes även av Adolph Göpel, redogjorde Rosenhain i avhandlingen Sur les fonctions de deux variables à quatre périodes qui sont les inverses des intégrales ultraelliptiques de la première classe (i "Mémoires des savants étrangers" XI, 1851). För övrigt utgav han även några andra avhandlingar, införda i "Journal für die reine und angewandte Mathematik".